# Metagonia duodecimpunctata
Metagonia duodecimpunctata är en spindelart som beskrevs av Schmidt 1971. Metagonia duodecimpunctata ingår i släktet Metagonia och familjen dallerspindlar.
Artens utbredningsområde är Ecuador. Inga underarter finns listade i Catalogue of Life.